# Eloïz
Pour les articles homonymes, voir Eloise.
Eloïse Lapaille, dite Eloïz, née à Croix (Nord), est une autrice-compositrice-interprète française.

## Biographie

### Jeunesse, formation et début de carrière dans la gendarmerie
Originaire de la ville de Croix,,, Eloïse Lapaille se passionne pour le chant dès ses 6 ans. Ainsi, elle prend part à des cours de chorale et apprend à jouer du piano et de la guitare vers l'âge de dix ans,. Elle s'adonne aussi au basket-ball. Eloïz vivra plus tard à Mons-en-Barœul, Hellemmes, La Madeleine et ensuite à Quesnoy-sur-Deûle,. Durant son adolescence, elle produit ses premiers textes.
Témoin de violences intra-familiales durant sa jeunesse, Eloïz décide à l'âge de 19 ans d'intégrer une école de gendarmerie en vue de passer le concours de gendarme adjoint volontaire,. Elle occupe ensuite un poste à Villeneuve-d'Ascq.
En parallèle, la Nordiste est arbitre de basket,.

### Développement en parallèle d'une carrière de chanteuse
En 2020, après s'être inscrite durant le premier confinement lié à la pandémie de Covid-19, elle prend part à la saison 15 de l'émission La France a un incroyable talent diffusée sur M6,. Elle s'y fait connaître du grand public, atteint les demi-finales, et est par la suite invitée au ministère de l'Intérieur à accompagner l'Orchestre de la Garde républicaine à l'occasion de la Journée internationale pour l'élimination de la violence à l'égard des femmes,.
En novembre 2022, la chanteuse sort son premier titre intitulé Bonhomme heureux et écrit pour son filleul. Ainsi, elle est repérée par le label Jo&Co où elle signe,.
Au printemps 2023 est publiée Hey Bro, chanson écrite en 2016 et dans laquelle la Française s'adresse à son demi-frère,,. Le titre pop folk rencontre un important succès puisqu'au bout de quelques mois, il cumule plus de 15 millions d'écoutes en streaming et atteint en France le top 3 des titres les plus diffusés en radio,.

### Ex-gendarme et notoriété de chanteuse grandissante
En mai 2023, la chanson prenant une place croissante dans sa vie, elle renonce à son emploi dans la gendarmerie tout en restant réserviste,.
En octobre 2023, la Nordiste à la folk poétique sort son premier EP comprenant 5 titres parlant de sujets personnels,, dont une chanson nommée Plus de place pour ta peine qui est un nouveau succès populaire. En parallèle, elle réalise plusieurs premières parties comme celles des Frangines ou encore celles de Claudio Capéo,.
Début 2024, l'ex-gendarme prend part à une soirée de la saison 11 de la Star Academy,. 2024 est aussi l'année de sa première tournée, passant notamment par le Splendid à Lille en avril.
Le 14 juillet 2025, elle interprète la Marseillaise sur les champs Elysee à la fin de défilé. 

## Influences
Eloïz a déclaré avoir pour référence le chanteur britannique Passenger, qui lui a donné envie de s'orienter vers la folk.

## Discographie

### Singles
- 2023 : Hey Bro  Platine[17]
- 2023 : Hypersensible (Acoustique)
- 2024 : Thomas Pesquet
- 2024 : Comment tu vas ? (avec Ridsa)  Or[18]
- 2024 : Salut les amoureux (avec Dave)
- 2025 : Song for You

### Collaborations
- 2024 : J'ai mal (Au profit de l'association Je danse) (avec Les Frangines)
- 2025 : On sera là (Chanson du Bleuet de France) (avec Yvard)